# Millie Bobby Brown
Millie Bobby Brown, född 19 februari 2004 i Marbella, Spanien, är en brittisk skådespelare och producent. Hon är bland annat känd för rollen som Eleven i Netflix-serien Stranger Things. Som 13-åring blev hon en av de yngsta nominerade i Primetime Emmy Awards historia. Hon filmdebuterade 2019 med monsterfilmen Godzilla: King of the Monsters. Brown spelade titelrollen och producerade mysteriefilmen Enola Holmes.

## Bakgrund och familj
Brown är dotter till Kelly och Robert Brown som är fastighetsmäklare. Hon har två äldre syskon, Paige och Charlie, samt en yngre syster vid namn Ava. När Brown var fyra år gammal flyttade familjen till Bournemouth i Storbritannien och därefter till Orlando i USA. Hon föddes med en hörselskada i ett öra och förlorade gradvis all hörsel i örat under flera år.
Brown bor i London och Atlanta i USA.

## Karriär
Brown gjorde sin skådespelardebut 2013 i ABC-fantasy-dramaserie Once Upon a Time in Wonderland spelade rollen som ung Alice. 2014 spelade hon huvudrollen i BBC-serien Intruders som Madison O'Donnell.
År 2016 fick hon sitt genombrott för rollen som Eleven i Netflix-serien Stranger Things. Inför Screen Actors Guild Awards 2017 nominerades Brown i kategorin "Bästa skådespelare i en dramaserie". För rollen som Eleven i den andra säsongen av Stranger Things, blev hon tilldelad sin andra Emmy-nominering 2018.
Brown har också gjort karriär som modell och har synts i reklamfilmer för Citigroup och Calvin Klein. Hon har även synts på omslaget till Vogue och var en del av Monclers kampanj sommaren 2018.
Brown filmdebuterade 2019 i uppföljaren till monsterfilmen Godzilla (2014), med titeln Godzilla: King of the Monsters. Hon spelade samma roll i Godzilla vs. Kong, som hade premiär 2021.
Brown kommer att spela och producera filmen Damsel för Netflix.
Brown kommer att släppa sin roman, Nineteen Steps, en historisk roman baserad på hennes egen familjehistoria, den 12 september 2023.

## Privatliv
Sedan 2021 har Brown haft ett förhållande med skådespelaren Jake Bongiovi, son till musikern Jon Bon Jovi. I april 2023 meddelades att de hade förlovat sig. Den 27 maj 2024 rapporterade tidningen People att paret hade gift sig i en privat ceremoni föregående helg.

## Filmografi

### Filmer
| År   | Titel                          | Roll             | Anmärkningar            |
| ---- | ------------------------------ | ---------------- | ----------------------- |
| 2019 | Godzilla: King of the Monsters | Madison Russell  |                         |
| 2020 | Enola Holmes                   | Enola Holmes     | Även producent          |
| 2021 | Godzilla vs. Kong              | Madison Russell  |                         |
| 2022 | Enola Holmes 2                 | Enola Holmes     | Även producent          |
| 2024 | Damsel                         | Prinsessan Elodi | Även exekutiv producent |
| 2025 | Passagen                       | Michelle         |                         |

### TV
| År    | Titel                                    | Roll              | Anmärkningar                           |
| ----- | ---------------------------------------- | ----------------- | -------------------------------------- |
| 2013  | Once Upon a Time in Wonderland           | Ung Alice         | 2 avsnitt                              |
| 2014  | Intruders                                | Madison O'Donnell | Huvudroll                              |
| 2014  | NCIS                                     | Rachel Barnes     | Avsnitt: "Parental Guidance Suggested" |
| 2015  | Modern Family                            | Lizzie            | Avsnitt: "Closet? You'll Love It!"     |
| 2015  | Grey's Anatomy                           | Ruby              | Avsnitt: "I Feel the Earth Move"       |
| 2016– | Stranger Things                          | Eleven / Jane     | Huvudroll                              |
| 2020  | Mariah Carey's Magical Christmas Special | Sig själv         | TV-special                             |

### Musikvideor
| År   | Titel                                                             | Artist                     | Ref.                 |
| ---- | ----------------------------------------------------------------- | -------------------------- | -------------------- |
| 2016 | "Find Me"                                                         | Sigma featuring Birdy      | [ 18 ]               |
| 2018 | "Girls Like You" (Original, Volume 2 and Vertical Video versions) | Maroon 5 featuring Cardi B | [ 19 ] [ 20 ] [ 21 ] |
| 2018 | "In My Feelings"                                                  | Drake                      | [ 22 ]               |
| 2019 | "Happy Anniversary, All I Want for Christmas Is You!"             | Mariah Carey               | [ 23 ]               |

## Utmärkelser och nomineringar
| År   | Titel                          | Utmärkelse                      | Kategori                                                              | Resultat  | Ref.          |
| ---- | ------------------------------ | ------------------------------- | --------------------------------------------------------------------- | --------- | ------------- |
| 2017 | Sig själv                      | NME Awards                      | Årets hjälte                                                          | Nominerad | [ 24 ]        |
| 2017 | Stranger Things                | Young Artist Awards             | Bästa prestanda i en digital-TV-serie eller film - ung skådespelerska | Nominerad | [ 25 ]        |
| 2017 | Stranger Things                | People's Choice Awards          | Favorit Sci-Fi / Fantasy TV skådespelerska                            | Nominerad | [ 26 ]        |
| 2017 | Stranger Things                | Screen Actors Guild Awards      | Enastående framförande av en kvinnlig skådespelare i en dramaserie    | Nominerad | [ 27 ]        |
| 2017 | Stranger Things                | Screen Actors Guild Awards      | Enastående framförande i helhet i en dramaserie                       | Vann      | [ 27 ]        |
| 2017 | Stranger Things                | Fangoria Chainsaw Awards        | Bästa TV skådespelerska                                               | Vann      | [ 28 ]        |
| 2017 | Stranger Things                | Saturn Awards                   | Bästa unga skådespelare i en TV-serie                                 | Vann      | [ 29 ]        |
| 2017 | Stranger Things                | MTV Movie & TV Awards           | Bästa skådespelare i en show                                          | Vann      | [ 30 ]        |
| 2017 | Stranger Things                | MTV Movie & TV Awards           | Bästa hjälte                                                          | Nominerad | [ 30 ]        |
| 2017 | Stranger Things                | Teen Choice Awards              | Choice Breakout TV Star                                               | Nominerad | [ 31 ]        |
| 2017 | Stranger Things                | Primetime Emmy Awards           | Enastående stödjande skådespelerska i en dramaserie                   | Nominerad | [ 32 ]        |
| 2017 | Stranger Things                | Gold Derby TV Awards            | Bästa drama stödjande skådespelerska                                  | Nominerad | [ 33 ]        |
| 2017 | Stranger Things                | Gold Derby TV Awards            | Årets genombrott                                                      | Vann      | [ 33 ]        |
| 2017 | Stranger Things                | IGN People's Choice Award       | Bästa dramatiska TV-prestanda                                         | Vann      | [ 34 ]        |
| 2018 | Stranger Things                | Screen Actors Guild Awards      | Enastående framförande av en kvinnlig skådespelare i en dramaserie    | Nominerad | [ 35 ]        |
| 2018 | Stranger Things                | Screen Actors Guild Awards      | Enastående framförande i helhet i en dramaserie                       | Nominerad | [ 35 ]        |
| 2018 | Stranger Things                | Empire Awards                   | Bästa skådespelerska i en TV-serie                                    | Nominerad | [ 36 ]        |
| 2018 | Stranger Things                | Nickelodeon Kids' Choice Awards | Favorit TV-skådespelerska                                             | Vann      | [ 37 ]        |
| 2018 | Stranger Things                | Saturn Awards                   | Bästa unga skådespelare i en TV-serie                                 | Nominerad | [ 38 ]        |
| 2018 | Stranger Things                | MTV Movie & TV Awards           | Bästa skådespelare i en show                                          | Vann      | [ 39 ]        |
| 2018 | Stranger Things                | MTV Movie & TV Awards           | Bästa kyss (med Finn Wolfhard)                                        | Nominerad | [ 39 ]        |
| 2018 | Stranger Things                | Teen Choice Awards              | Choice Sci-Fi/Fantasy TV skådespelerska                               | Vann      | [ 40 ]        |
| 2018 | Stranger Things                | Teen Choice Awards              | Choice TV Paret (med Finn Wolfhard)                                   | Nominerad | [ 41 ]        |
| 2018 | Stranger Things                | Gold Derby Awards               | Bästa drama stödjande skådespelerska                                  | Nominerad | [ 42 ]        |
| 2018 | Stranger Things                | Primetime Emmy Awards           | Enastående stödjande skådespelerska i en dramaserie                   | Nominerad | [ 43 ]        |
| 2019 | Stranger Things                | Kids' Choice Awards             | Favorit TV-skådespelerska                                             | Nominerad | [ 44 ]        |
| 2019 | Stranger Things                | Teen Choice Awards              | Choice Sommar TV skådespelerska                                       | Vann      | [ 45 ]        |
| 2019 | Godzilla: King of the Monsters | Saturn Awards                   | Bästa framförande av en ung skådespelare                              | Nominerad | [ 46 ] [ 47 ] |
| 2020 | Stranger Things                | Kids' Choice Awards             | Favorite Female TV Star                                               | Vann      |               |
| 2021 | Stranger Things                | Kids' Choice Awards             | Favorite Female TV Star                                               | Vann      | [ 48 ]        |
| 2021 | Enola Holmes                   | Kids' Choice Awards             | Favorite Movie Actress                                                | Vann      | [ 48 ]        |